# Cheyanne
Cheyanne est un prénom féminin.

## Sens et origine du prénom
- Prénom féminin d'origine nord-amérindienne[1].
- Prénom qui signifie "orateur inintelligible"[réf. nécessaire] du peuple cheyenne, en langue cheyenne, langue tonale faisant partie du grand groupe des langues algonquiennes.
- Prénom qui est une variante Cheyenne.

## Prénom de personnes célèbres et fréquence
- Prénom assez usité aux États-Unis ; il a été classé 483e prénom le plus utilisé en 2007 et fait partie des 500 prénoms les plus donnés sur ces 10 dernières années[Lesquelles ?][2].
- Prénom qui  été donné en France pour la première fois en 1999 et qui a connu ensuite une faible croissance de son occurrence, environ 10 par an[3].